# Temnocoris
Temnocoris is een geslacht van wantsen uit de familie van de Naucoridae (Zwemwantsen). Het geslacht werd voor het eerst wetenschappelijk beschreven door Montandon in 1897.

## Soorten
Het genus bevat de volgende soorten:

- Temnocoris ambositrae Poisson, 1951
- Temnocoris andringitrae Poisson, 1952
- Temnocoris dubius Poisson, 1951
- Temnocoris hungerfordi Poisson, 1952
- Temnocoris perplexus Poisson, 1951
- Temnocoris scarletti Poisson, 1941
- Temnocoris starmuhlneri Poisson, 1962
- Temnocoris translucidus Montandon, 1897